# Los sueños de mi padre: una historia de raza y herencia
Los sueños de mi padre: una historia de raza y herencia (en inglés: Dreams from My Father: A Story of Race and Inheritance) (1995) son memorias de Barack Obama que exploran los acontecimientos de sus primeros años en Honolulu y Chicago hasta su ingreso a la Escuela de Derecho Harvard en 1988. Obama publicó originalmente sus memorias en 1995, cuando iniciaba su campaña política para el Senado de Illinois.
Después de que Obama obtuviera la victoria en las primarias demócratas del Senado de los Estados Unidos en Illinois en 2004, el libro se volvió a publicar ese año. Pronunció el discurso de apertura en la Convención Nacional Demócrata de 2004 y ganó el escaño en el Senado de Estados Unidos en el otoño. Obama lanzó su campaña presidencial tres años después.  La edición de 2004 incluye un nuevo prefacio de Obama y su discurso de apertura en la Convención Nacional Demócrata. 
Según The New York Times, Obama modeló Los sueños de mi padre basándose en la novela El hombre invisible de Ralph Ellison.  El libro, frecuentemente elogiado por sus cualidades literarias, también ha sido criticado por imprecisiones y uso excesivo de licencias artísticas. Obama reconoce haber utilizado caracterizaciones compuestas y líneas de tiempo ajustadas en la introducción del libro, y escribe que los "peligros" de la autobiografía no se pueden evitar por completo.

## Argumento

### Infancia
Barack Obama relata en su libro cómo se conocieron sus padres y su propia vida hasta su matriculación en la Escuela de Derecho Harvard en 1988. Sus padres eran Barack Obama (padre) de Kenia y Ann Dunham de Wichita, Kansas, quienes se conocieron cuando eran estudiantes en la Universidad de Hawái. En el primer capítulo, hablando de su padre y tocayo, Obama afirma que "había abandonado Hawái en 1963, cuando yo sólo tenía dos años".  Los padres de Obama se separaron en 1963 y se divorciaron en 1964, cuando él tenía dos años. Obama padre fue más tarde a Harvard para realizar su doctorado en economía. Después de eso, regresó a Kenia para cumplir la promesa hecha a su nación. El propio Obama se formó una imagen de su padre ausente a partir de historias contadas por su madre y sus abuelos maternos. Vio a su padre una vez más, en 1971, cuando Obama padre vino a Hawái para una visita de un mes.  El padre, que se había vuelto a casar, murió en un accidente automovilístico en Kenia en 1982. 
Después de su divorcio, Ann Dunham se casó con Lolo Soetoro, un agrimensor javanés de Indonesia que también era estudiante de posgrado en Hawái. La familia se mudó a Yakarta cuando Obama tenía seis años. A los diez años, Obama regresó a Hawái bajo el cuidado de sus abuelos maternos en busca de mejores oportunidades educativas disponibles allí. Fue matriculado en quinto grado en la escuela Punahou, una escuela privada de preparación para la universidad, donde era uno de los seis estudiantes negros.  Obama asistió a Punahou desde quinto grado hasta su graduación en 1979. Obama escribe en su libro: "Para mis abuelos, mi admisión en la Academia Punahou presagió el comienzo de algo grandioso, una elevación en el estatus familiar que se esforzaron mucho en hacer saber a todos". Allí conoció a Ray (Keith Kakugawa), que era dos años mayor y también multirracial, quien presentó a Obama a la comunidad afroamericana. 

### Edad adulta
Al graduarse de la escuela secundaria, Obama se mudó a los Estados Unidos contiguos para estudiar en Occidental College. Describe haber vivido un estilo de vida "fiestero" de consumo de drogas y alcohol.    Después de dos años en Occidental, Obama se trasladó al Columbia College de la Universidad de Columbia, donde se especializó en Ciencias Políticas.  Después de graduarse, Obama trabajó durante un año en negocios. Se mudó a Chicago, donde trabajó para una organización sin fines de lucro como organizador comunitario en el proyecto de viviendas Altgeld Gardens en el lado sur de la ciudad, mayoritariamente negro. Obama relata la dificultad de la experiencia, ya que su programa enfrentó la resistencia de líderes comunitarios arraigados y la apatía por parte de la burocracia establecida. Durante este período, Obama visitó por primera vez la Iglesia Unida de Cristo Trinity de Chicago, que se convirtió en el centro de su vida religiosa.  Antes de asistir a Harvard, Obama decidió visitar a unos familiares en Kenia por primera vez en su vida. Parte de esta experiencia la cuenta en la parte final y emotiva del libro. Obama reconoció la totalidad de sus memorias para reflexionar sobre sus experiencias personales con las relaciones raciales en Estados Unidos.

## Recepción
Una reseña contemporánea en el New York Times fue en su mayor parte elogiosa. El crítico, el novelista Paul Watkins, escribió que Obama "describe de manera persuasiva el fenómeno de pertenecer a dos mundos diferentes y, por tanto, no pertenecer a ninguno". Sin embargo, Watkins cuestionó si la narrativa de Obama sugería que las personas de orígenes mixtos debían elegir sólo una cultura, lo que parecía estar en desacuerdo con la naturaleza diversa de Estados Unidos, y escribió: "[s]i esto es realmente cierto, como lo dice el Sr. Obama, entonces la idea de que Estados Unidos se enorgullezca de sí mismo como una nación derivada de muchas razas diferentes parece extrañamente objeto de burla". 
Después de que Obama alcanzara una mayor prominencia nacional en 2007, Dreams encontró una atención crítica renovada. Hablando en 2008, Toni Morrison, novelista premio Nobel, llamó a Obama "un escritor en mi gran estima" y elogió el libro "bastante extraordinario":
su capacidad para reflexionar sobre esta extraordinaria red de experiencias que ha tenido, algunas familiares y otras no, y realmente meditar sobre eso de la manera en que lo hace, y establecer escenas en estructura narrativa, diálogo y conversación; todas estas cosas que, obviamente, no se ve a menudo en las biografías rutinarias de memorias políticas... Es único. 
En una entrevista para The Daily Beast, el autor Philip Roth dijo que había leído Sueños de mi padre "con gran interés" y comentó que lo había encontrado "bien hecho, muy persuasivo y memorable".  El libro "puede ser la memoria mejor escrita por un político estadounidense", escribió el columnista de Time Joe Klein.  En 2008, Rob Woodard en The Guardian, escribió que Dreams from My Father "es fácilmente el volumen más honesto, atrevido y ambicioso publicado por un importante político estadounidense en los últimos 50 años".  Michiko Kakutani, crítica del New York Times ganadora del Premio Pulitzer, la describió como "la autobiografía más evocadora, lírica y sincera escrita por un futuro presidente".  Escribiendo para The Guardian, el crítico literario Robert McCrum escribió que Obama había "ejecutado unas memorias personales conmovedoras con gracia y estilo, narrando una historia apasionante con honestidad, elegancia e ingenio, así como un don instintivo para contar historias". McCrum había incluido el libro en su lista de los 100 mejores libros de no ficción de todos los tiempos. 
En 2011, la revista Time incluyó el libro entre sus 100 mejores libros de no ficción escritos en inglés desde 1923.  La edición del  audiolibro le valió a Obama el Premio Grammy al mejor álbum hablado en 2006.  Cinco días antes de la Investidura presidencial en 2009, Obama consiguió un anticipo de 500.000 dólares para una versión abreviada de Los sueños de mi padre para niños en edad de escuela media. 

### Exactitud
Obama reconoce haber utilizado caracterizaciones compuestas y una cronología ajustada en la introducción del libro, y escribe que los "peligros" de la autobiografía no se pueden evitar por completo. Al señalar la considerable cantidad de alteraciones de la realidad en el libro, personajes compuestos inventados y líneas de tiempo reestructuradas, el académico David Garrow describió Los sueños de mi padre como "una obra de ficción histórica" en su biografía de Obama de 2017.   David Remnick, otro biógrafo de Obama, describió el libro como "una mezcla de hechos verificables, recuerdos, recreación, invención y forma artística".  David Maraniss también analizó una serie de inexactitudes o exageraciones fácticas en Los sueños de mi padre en su trabajo de 2012 Barack Obama: The Story. Maraniss describe el libro como más parecido a la literatura de ficción que a una verdadera autobiografía.  
Con la excepción de familiares y un puñado de figuras públicas, Barack Obama dice en el prefacio de 2004 que había cambiado los nombres de otras personas para proteger su privacidad. También creó personajes compuestos para acelerar el flujo narrativo.  Algunos de sus conocidos se han reconocido y han reconocido sus nombres. Varios investigadores han sugerido los nombres de otras figuras del libro:
| Nombre                                  | Mencionado en el libro como |
| --------------------------------------- | --------------------------- |
| Salim Al Nurridin                       | Rafiq                       |
| Margaret Bagby                          | Mona                        |
| Hasan Chandoo                           | Hasan                       |
| Earl Chew                               | Marcus                      |
| Frank Marshall Davis                    | Frank                       |
| Joella Edwards                          | Coretta                     |
| Pal Eldredge                            | Mr. Eldredge                |
| Mabel Hefty                             | Miss Hefty                  |
| Loretta Augustine Herron                | Angela                      |
| Emil Jones                              | Old Ward Boss               |
| Keith Kakugawa                          | Ray                         |
| Jerry Kellman                           | Marty Kaufman               |
| Yvonne Lloyd                            | Shirley                     |
| Ronald Loui / Terrence Loui (composite) | Frederick                   |
| Greg Orme                               | Scott                       |
| Johnnie Owens                           | Johnnie                     |
| Mike Ramos                              | Jeff                        |
| Sohale Siddiqi                          | Sadik                       |
| Wally Whaley                            | Smitty                      |

## Ediciones
- Nueva York: Times Books; 1.ª edición (18 de julio de 1995); Tapa dura: 403 páginas;ISBN 0-8129-2343-X
- Nueva York: Kodansha International (agosto de 1996); Tapa blanda: 403 páginas;ISBN 1-56836-162-9
- Nueva York: Three Rivers Press; Edición reimpresa (10 de agosto de 2004); Tapa blanda: 480 páginas;ISBN 1-4000-8277-3
- Nueva York: Random House Audio; Edición abreviada (3 de mayo de 2005); CD de audio;ISBN 0-7393-2100-5 ; Incluye el discurso del senador de la Convención Nacional Demócrata de 2004.
- Nueva York: Random House Audio; Edición abreviada en el reproductor de audio digital Playaway
- Nueva York: Letra grande de Random House; Primera edición en letra grande (4 de abril de 2006); Tapa dura: 720 páginas;ISBN 0-7393-2576-0
- Nueva York: Crown Publishers (9 de enero de 2007); Tapa dura: 464 páginas;ISBN 0-307-38341-5
- Nueva York: Random House (9 de enero de 2007); libro electrónico;ISBN 0-307-39412-3
- Melbourne: publicación de textos (2008); Tapa blanda: 442 páginas;ISBN 978-1-921351-43-3

### Traducciones al español
- Los sueños de mi padre: una historia de raza y herencia, Vintage Español, New York City, New York, (2009), ISBN 978-0-307-47387-5
- Los sueños de mi padre: una historia de raza y herencia, traducido por Fernando Miranda, Evaristo Páez Rasmussen; Granada: Almed, (2008)